# Samuel Fernández García
Pour les articles homonymes, voir Fernández.
Samuel Fernández García, né le 11 juillet 2003 à Pola de Siero (es), est un coureur cycliste espagnol.

## Biographie
Originaire de Siero,, Samuel Fernández commence le cyclisme à l'âge de quatre ans au Club Ciclista Colloto, à Oviedo. Il évolue ensuite au sein de l'équipe Guttrans-Viella dans sa commune natale, avant de rejoindre la formation MMR Cycling Academy en 2019, lors de sa seconde année cadets (moins de 17 ans). 
Lors de la saison 2021, il s'impose à six reprises chez les juniors (moins de 19 ans). Il intègre ensuite la réserve de l'équipe professionnelle Caja Rural-Seguros RGA en 2022. Bon grimpeur, il se distingue au niveau international en remportant une étape de la Ronde de l'Isard, réservé aux coureurs espoirs. Il triomphe aussi sur la Leintz Bailarari Itzulia, une épreuve du circuit basco-navarrais. 
En 2023, il confirme ses aptitudes en étant l'un des meilleurs cyclistes espagnols chez les amateurs. Toujours actif au Pays basque, il obtient trois victoires et diverses places d'honneur. Il termine également deuxième et meilleur grimpeur du Tour de Galice, ou encore troisième du Tour de Salamanque.

## Palmarès et résultats

### Palmarès par année
- 2019
  - Champion des Asturies sur route cadets
- 2021
  - Championnat de Cantabrie sur route juniors
  - Klasika Primavera Júnior
  - 3e étape de la Vuelta a la Montaña Central de Asturias
  - 3ea étape de la Vuelta a Talavera Júnior
  - 2e de la Vuelta a la Montaña Central de Asturias
- 2022
  - Leintz Bailarari Itzulia
  - 3e étape de la Ronde de l'Isard
  - 2e du Dorletako Ama Saria
- 2023
  - Ereñoko Udala Sari Nagusia
  - Prueba Loinaz
  - San Bartolomé Saria
  - 2e de la San Juan Sari Nagusia
  - 2e du Tour de Galice
  - 3e de la Subida al Castillo de Cuéllar
  - 3e du Premio San Pedro
  - 3e du Tour de Salamanque

### Classements mondiaux
| Année                                 | 2022  | 2023 | 2024  |
| ------------------------------------- | ----- | ---- | ----- |
| Classement mondial                    | 2288e | nc   | 2793e |
| UCI Europe Tour                       | 1436e | nc   | nc    |
|                                       |       |      |       |
| Légende : nc = non classéSource : UCI |       |      |       |